# Пауль Мангелов
Пауль Мангелов (нім. Paul Mangelow; 1 березня 1886, Франкфурт-на-Майні — 8 серпня 1942, 3-й резервний лазарет, Франкфурт-на-Майні) — німецький військовий ветеринар, доктор ветеринарії, генерал-лейтенант медичної служби вермахту.

## Нагороди
- Залізний хрест 2-го і 1-го класу
- Нагрудний знак «За поранення» в чорному
- Почесний хрест ветерана війни з мечами (1934)
- Медаль «За вислугу років у Вермахті» 4-го, 3-го, 2-го і 1-го класу (25 років; 2 жовтня 1936) — отримав 4 нагороди одночасно.
- Хрест Воєнних заслуг 2-го і 1-го класу з мечами